# Centro internazionale di fotografia Scavi Scaligeri
Il centro internazionale di fotografia Scavi Scaligeri è uno spazio espositivo sotterraneo che è stato realizzato all'interno di un sito archeologico venuto alla luce tra il 1981 ed il 1983, nel quale furono ospitate dal 1996 mostre fotografiche, oltre a workshop tematici, itinerari didattici, corsi di fotografia, spettacoli e letture. Le attività espositive furono sospese l'11 maggio 2015 per consentire i lavori di restauro del palazzo del Capitanio; la promozione della fotografia prosegue nel frattempo all'interno delle altre sedi museali cittadine, in attesa della riapertura del centro.
Situato nel cortile del Tribunale, nel pieno centro storico di Verona, a pochi passi da piazza delle Erbe, piazza dei Signori e dalle Arche scaligere, permette di vedere anche reperti romani, longobardi e medievali che si sono preservati nel sottosuolo.

## Storia
La storia di questo centro espositivo trova le sue origini negli anni settanta del Novecento, quando l'amministrazione comunale decise di restaurare gli edifici affacciati sul cortile del Tribunale per dare il via al riassetto degli Uffici Giudiziari, coinvolgendo così l'intero complesso del palazzo del Tribunale del XIV secolo. Grazie a questo progetto si poté avviare un'importante campagna di scavi archeologici condotta da Peter Hudson sotto la direzione di Giuliana Cavalieri Manasse, che si protrasse dal 1981 al 1986 e interessò, oltre allo stesso cortile del Tribunale, anche via Dante e il palazzo della Ragione: grazie al loro contributo è stato possibile rilevare una grande quantità di documenti utili alla ricostruzione della storia di questa porzione di città, la cui rilevanza era rimasta sconosciuta fino a quel momento.
In corso d'opera nacque l'idea di lasciare a vista gli elementi meglio conservati e di creare un percorso sotterraneo che si snodasse tra gli stessi reperti archeologici, visione che sembrò divenire realtà quando scelte a livello amministrativo portarono al trasferimento degli Uffici Giudiziari in un'altra sede. Sotto il cortile, utilizzato in passato come orto, quindi come cimitero e infine come cortile con una specializzazione nella lavorazione dei metalli e nel commercio dei prodotti tessili, si decise di allestire gli spazi espositivi che avrebbero in seguito ospitato il centro internazionale di fotografia. Il progetto finale, redatto dall'architetto Libero Cecchini, riadattò tali spazi alla nuova funzione museale e tentò, riuscendovi, di far dialogare questi spazi sotterranei con il resto della città: due grandi oblò vetrati rendono visibili dal Cortile del Tribunale gli scavi archeologici sottostanti.

## Descrizione dei resti archeologici

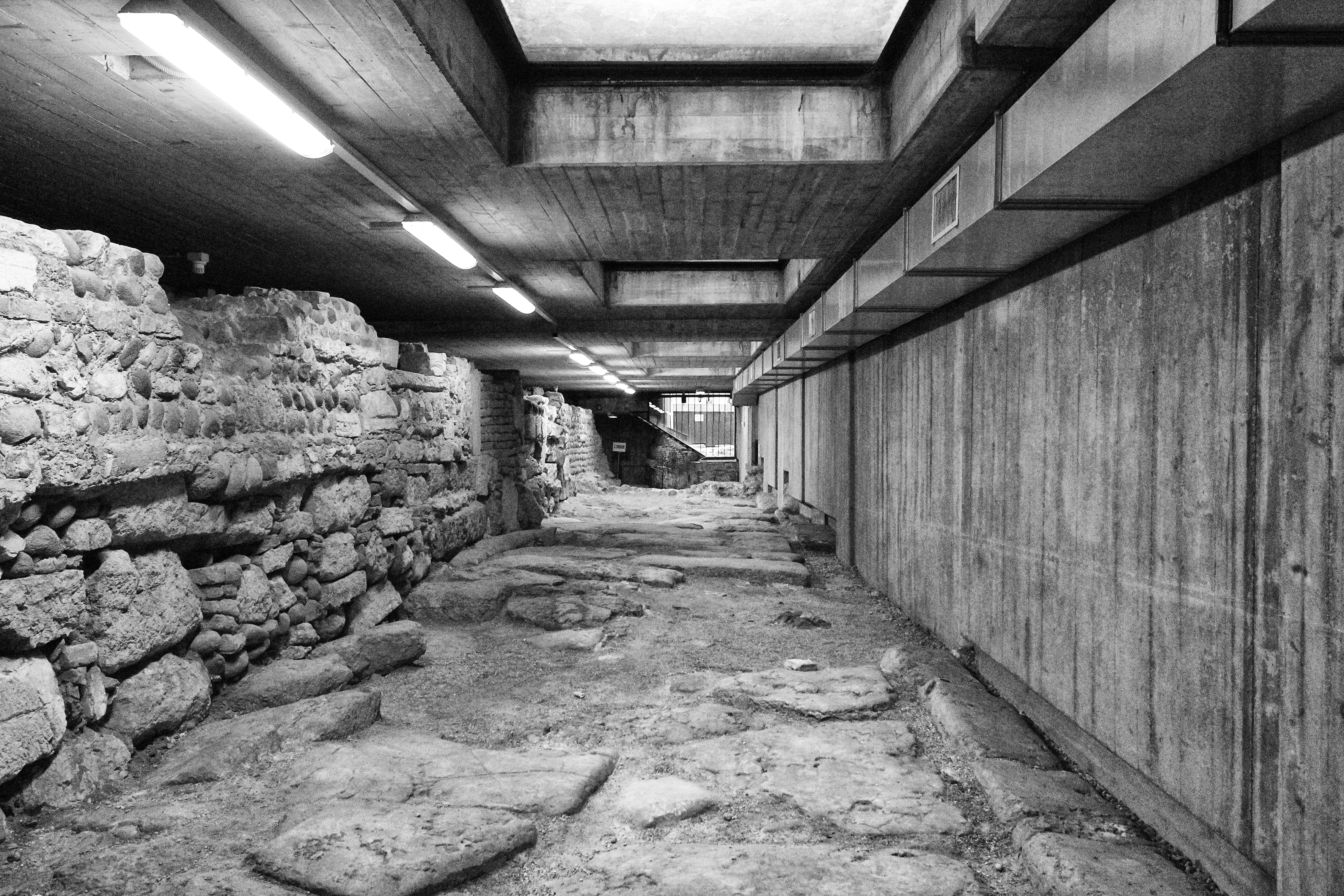
I resti della strada romana che si trova all'interno del percorso museale

Dallo scavo archeologico tenutosi negli anni ottanta è emerso che l'area del cortile, che in età romana corrispondeva grossomodo al centro di un isolato, era occupata da diverse abitazioni, le quali subirono numerose ristrutturazioni nel corso dei secoli, come testimoniato dai diversi rinvenimenti databili dal I al VI secolo e dalle varie trasformazioni subite dagli edifici. Lo spazio espositivo tuttavia si estende oltre il cortile e permette di visitare anche un tratto di strada romana, un cardo lastricato in calcare, lungo il quale corre una fognatura con volta a botte in mattoni della metà del I secolo a.C.
Tra le testimonianze di epoca antica conservate e ancora visibili lungo il percorso espositivo sono presenti: il podio in materiale lapideo di un edificio pubblico del I secolo, di cui non si è riconosciuta la funzione; una porzione di pavimentazione a mosaico bicromo, databile alla prima metà del II secolo, composto da un quadrato con cornice a mura merlate, in cui è inscritto un cerchio con sette esagoni entro i quali sono rappresentate anatre (gli unici soggetti formati da tessere a colori) e delfini, mentre negli angoli, fra la cornice e il cerchio, si trovano delfini e cavalli marini; diversi ambienti e muri di un'abitazione, di cui il più grande probabilmente adibito a triclinio, dove si conserva anche un mosaico a fondo bianco e decorazioni geometriche nere che racchiudono al centro una coppa con due anse, realizzato sempre nella prima metà del II secolo; le fondazioni di un muro di un edificio e le relative basi di tre semicolonne, realizzate all'inizio del III secolo; infine un ambiente ad aula realizzato nel IV secolo, di cui rimane l'abside semicircolare con pavimentazione in cocciopesto e lo spazio aperto antistante, con pavimentazione sempre in cocciopesto ai lati e in lastre di calcare al centro.

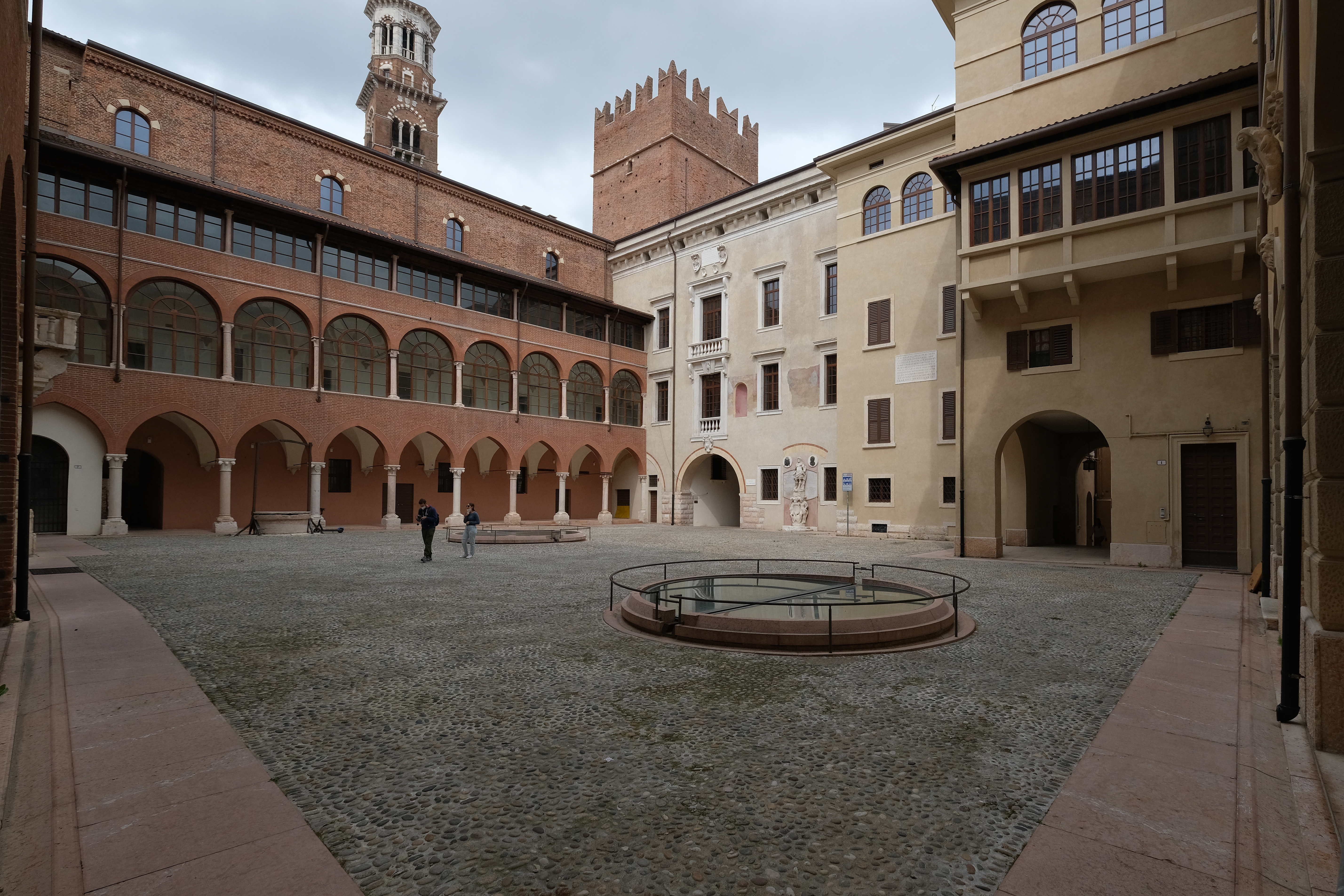
Il cortile del Tribunale, con i due oculi che illuminano il Centro internazionale di fotografia posto al di sotto della piazza

A partire dal V secolo gli edifici romani cominciarono a manifestare segni di decadenza come dimostrato dal fatto che, nelle strutture presenti nel sito e databili a quel periodo, i pavimenti musivi venivano sostituiti da pavimenti in terra battuta, gli ambienti venivano suddivisi da tramezzi in legno, venivano realizzati focolari, mentre capitelli, colonne, mattoni e addirittura le lastre della strada romana venivano reimpiegati nella realizzazione di muri poveri, quasi privi di malta. Infine l'abbandono definitivo di tutti questi edifici avvenne a partire dal dicembre 589, quando un devastante incendio, raccontato da Paolo Diacono nell'Historia Langobardorum, distrusse gran parte di Verona.
Dopo questa calamità, e fino al X secolo, il cortile venne adibito ad orto, tanto che del periodo altomedievale gli unici rinvenimenti sono due tombe longobarde del VII secolo, di cui una scavata all'interno dell'abside dell'edificio romano, e una serie di buche usate per la conservazione di generi alimentari, foderate da muretti a secco costituiti da ciottoli di fiume e materiali romani di reimpiego. Dall'XI secolo lo sfruttamento dell'area comincia a farsi più intenso tanto che nella parte occidentale venne costruita una casa di cui rimangono però poche testimonianze, mentre in quella orientale venne realizzato il cimitero della chiesa di Santa Maria Antica (abbandonato già nel secolo successivo), di cui sono state conservate due tombe, una ancora con la lastra di pietra di copertura.
Nell'area del cortile, al posto del cimitero, venne successivamente realizzata una piazzetta porticata di proprietà dell'Arte dei Filaroli, ma con l'avvento della Signoria, retta tra il XIII e XIV secolo dalla famiglia Scaligera, tutta l'area subì grosse trasformazioni: prima Alberto della Scala fece realizzare il suo palazzo nella metà orientale del cortile, di cui lo scavo ha messo in luce le massicce fondazioni in ciottoli e malta di una torre, una parte del muro di cinta e alcune cantine; successivamente lo stesso palazzo venne in parte demolito e in parte ristrutturato per essere destinato a residenza di Cansignorio della Scala, che estese i lavori a tutto l'isolato andando a edificare un grande palazzo con cinque torri d'angolo collegate da ali che si affacciavano sul cortile centrale: fu quindi in questo periodo che l'isolato assunse l'aspetto che lo connota tuttora, anche se in parte trasformato nel corso dei secoli successivi, andando quindi a costituire il palazzo del Tribunale.

## Mostre
Presso il Centro Internazionale di Fotografia degli Scavi Scaligeri vengono ospitate mostre di fotografia, monografiche o collettive, con immagini realizzate da alcuni dei più noti fotografi italiani ed internazionali, tra cui si possono citare Fulvio Roiter, Franco Fontana, Luigi Ghirri, Mimmo Jodice, Gianni Berengo Gardin, Tazio Secchiaroli, Leone Nani, Tina Modotti, René Burri, Elliott Erwitt, Henri Cartier-Bresson, Robert Capa, Isabel Muñoz, Brassaï, Michel Comte, David Turnley, David Doubilet, Willy Ronis, Duane Michals e Gordon Parks.